# Gergonne-Punkt

Gergonne-Punkt G

Der Gergonne-Punkt eines Dreiecks (benannt nach dem französischen Mathematiker Joseph Diez Gergonne) ist ein ausgezeichneter Punkt im Inneren eines Dreiecks. Er hat die Kimberling-Nummer {\displaystyle X_{7}}.

## Definition
Der Inkreis eines Dreiecks {\displaystyle ABC} berühre die Seiten des Dreiecks in den Punkten {\displaystyle X}, {\displaystyle Y} und {\displaystyle Z}. Gergonne zeigte, dass sich die drei Verbindungsstrecken zwischen diesen Berührungspunkten und der jeweils gegenüberliegenden Ecke des Dreiecks in einem Punkt, dem Gergonne-Punkt {\displaystyle G}, schneiden. Das Dreieck {\displaystyle XYZ} wird als Gergonne-Dreieck bezeichnet.
Dass sich diese drei Strecken in einem Punkt schneiden, folgt aus der Gleichheit von Tangentenabschnitten ({\displaystyle {\overline {AZ}}={\overline {AY}}}, {\displaystyle {\overline {BX}}={\overline {BZ}}}, {\displaystyle {\overline {CY}}={\overline {CX}}}) und dem Satz von Ceva.

## Eigenschaften

Gemeinsame Gerade g von Gergonne-Punkt G, Mittenpunkt M und Schwerpunkt S

- Der Gergonne-Punkt liegt mit dem Schwerpunkt und dem Mittenpunkt (in dieser Reihenfolge) auf einer Geraden.[1] Dabei gilt {\displaystyle {\overline {GS}}:{\overline {SM}}=2:1}.[2]
- Gergonne-Punkt und Nagel-Punkt sind isotomisch konjugiert.[3]

## Koordinaten
Die trilinearen Koordinaten des Gergonne-Punkts ({\displaystyle X_{7}}) sind (gleichwertig)
{\displaystyle {\frac {bc}{b+c-a}}\,:\,{\frac {ca}{c+a-b}}\,:\,{\frac {ab}{a+b-c}}} oder
{\displaystyle \sec ^{2}{\frac {\alpha }{2}}\,:\,\sec ^{2}{\frac {\beta }{2}}\,:\,\sec ^{2}{\frac {\gamma }{2}}.}
Die baryzentrischen Koordinaten sind (gleichwertig)
{\displaystyle {\frac {1}{b+c-a}}\,:\,{\frac {1}{c+a-b}}\,:\,{\frac {1}{a+b-c}}} oder
{\displaystyle \tan {\frac {\alpha }{2}}:\tan {\frac {\beta }{2}}:\tan {\frac {\gamma }{2}}.}
Dabei sind {\displaystyle a,b,c} die Seitenlängen des Dreiecks und {\displaystyle \alpha ,\beta ,\gamma } die Größen der Innenwinkel.